# Konzervatívok és Reformisták (Olaszország)
A Konzervatívok és Reformisták (olaszul: Conservatori e Riformisti, rövidítése: CoR) egy olaszországi jobbközép politikai párt, amelyet 2015-ben alapítottak a 2013-ban újjáalapított Forza Italia képviselői.
A párt a Konzervatívok és Reformisták Szövetsége Európában európai párt tagja, az európai parlamentben az Európai Konzervatívok és Reformisták képviselő csoportjának tagja.
2017. január 28-án a pártot feloszlattatták, és megalapították jogutódját: a Direzione Italia pártot.

## Története

### Kilépés a Forza Italiából és a párt alapítása
A párt képviselői közt sokan a Forza Italia, Szabadság Népe illetve az Olasz Kereszténydemokrata Pártban kezdték pályafutásukat. A pártot Raffaelle Fito alapította meg, miután jelentős nézeteltérése alakult ki Silvio Berlusconival és belső körével.
Raffaelle Fito vezetésével a párt Puglia tartományi szervezete 2015 áprilisában szakított Berlusconiból és kivált a pártból.
Ezzel együtt döntés született az Európai Néppártból való kilépésükből.
2015-ben a Pugliai regionális választáson a Raffaelle Fito által létrehozott Oltre con Fitto - Schittulli presidente (Mások Fittoval – Schittullit elnöknek) választási lista jelöltje Francesco Schitulli 9,3%-kal a 3. helyet érte el, amivel 8 mandátumot szerzett a regionális tanácsban.
2015. június 3-án hivatalosan is megalakult a párt Raffaelle Fito vezetésével a Konzervatívok és Reformisták.

### Parlamenti frakció létrejötte

#### Senato della Repubblica
A párt szenátusi frakciója 2015. május 30-án jött létre 12 szenátorral, közülük 11-en a Forza Italiából és egy képviselő a Népiek Olaszországért csoportból lépett át.

#### Camera dei Deputati
2015. november 20-án az alsóházban nem alakult meg a párt frakciója, mivel nem volt meg a szükséges 20 képviselő, csak 11 képviselő volt. 10 képviselő a Forza Italiából jött és egy független képviselő Massimo Enrico Corsaro (az Olaszország Fivérei – Nemzeti Szövetség volt képviselője).

### 2016-os helyhatósági választások
A párt különbözőképpen működött együtt a választáson:
- Brindisiben a párt Angela Carlucciót jelölte polgármesternek, a párt és néhány civillel együtt közös listán támogatták. Az első fordulóban 24,61%-ot ért el, a balközép és az Új Jobbközép közös listája által támogatott Ferdinando Marino 32,07%-ot. A második fordulóban Carluccio 51,13%-ot ért el, így ő lett Brindisi polgármestere. A párt 6,20%-ot ért el és 5 képviselőt küldött az önkormányzatba.[forrás?]
- Gallipoliban a párt Sandro Quintana jelölését támogatta, akit a jobbközép pártok: Forza Italia, Népi Alternatíva és a Mi Salvinivel pártok támogattak. Az első fordulóban a jelölt 20,08%-ot ért el, a 3. helyezést érte el, így kiesett a második fordulóból. A párt 5,58%-ot ért el és 1 képviselőt küldött az önkormányzatba.
- Rómában a párt Alfio Marchini jelölését támogatta, akit a Forza Italia, Népi Alternatíva, A Jobboldal nevű jobbközép pártok támogattak. Az első fordulóban Marchini a 4. helyet érte el, így a második fordulóból kiesett. A párt 10,93%-ot ért el és 3 helyet szerzett az önkormányzatban.[forrás?]
- Torinóban a párt Roberto Rosso jelölését támogatta, akit civil és centrista pártok támogattak. Az első fordulóban 5,05%-ot értek el így kiesett a második fordulóból, a párt egy mandátumot szerzett az önkormányzatban.[forrás?]
- Bolzanóban a párt az Olaszország Fivérei – Nemzeti Szövetség, Új Szocialista Párt és a Család Népe pártokból álló helyi közös lista jelöltjét Giorgio Holzmannt támogatta, aki 4,83%-ot ért el, a második fordulóból kiesett. A közös listának 2 mandátuma lett az önkormányzatban.[forrás?]

## Ideológiája
A párt a brit konzervatívok irányvonalát követik emellett markánsan liberálisak.